# ویروآنول
شهر ویروآنول (به فرانسوی: Viroinval) در شهرستان فیلیپ‌ویل  در استان نمور  در منطقه فدرال والوون در کشور بلژیک واقع شده‌است.

## نگارخانه

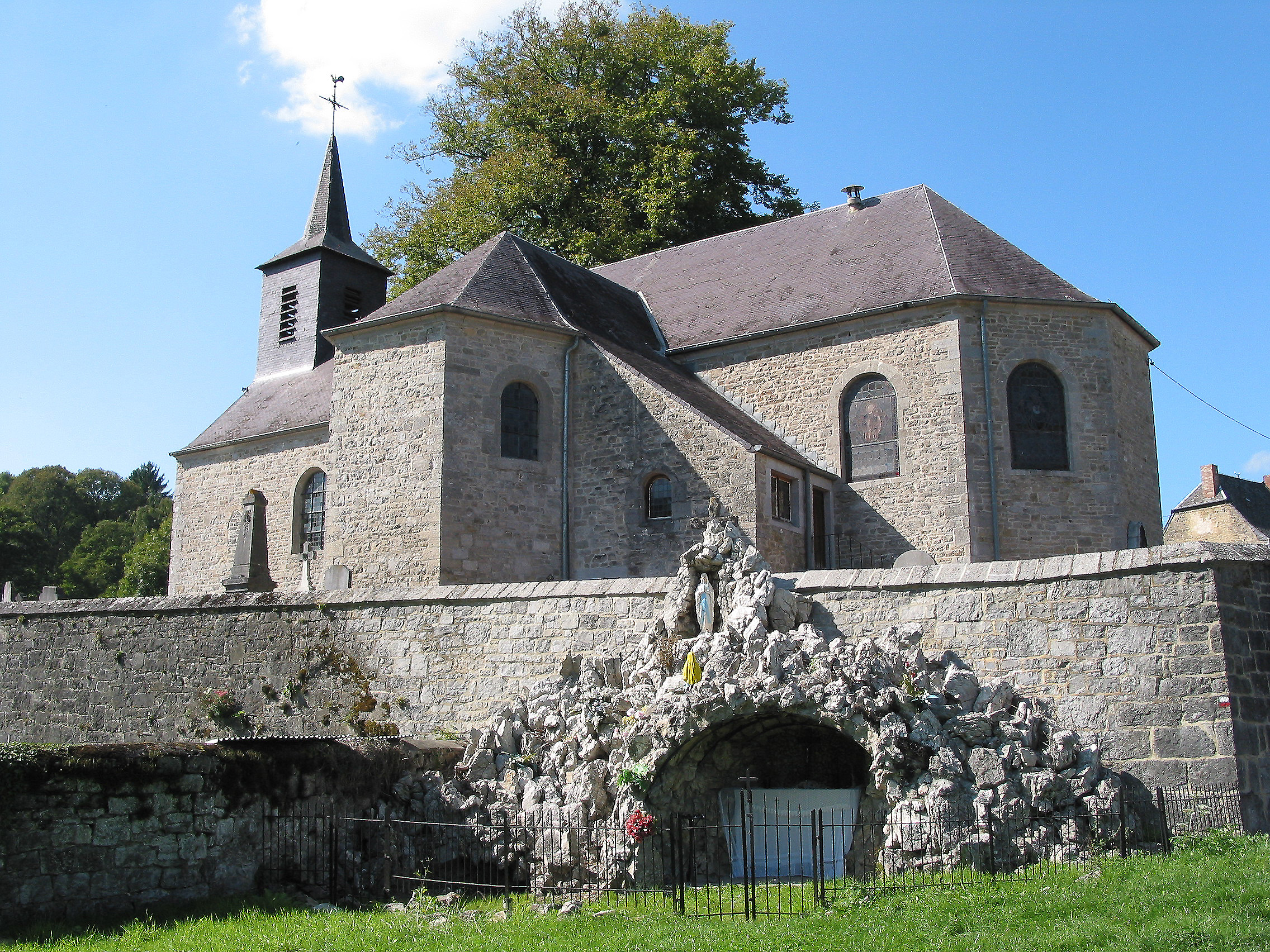
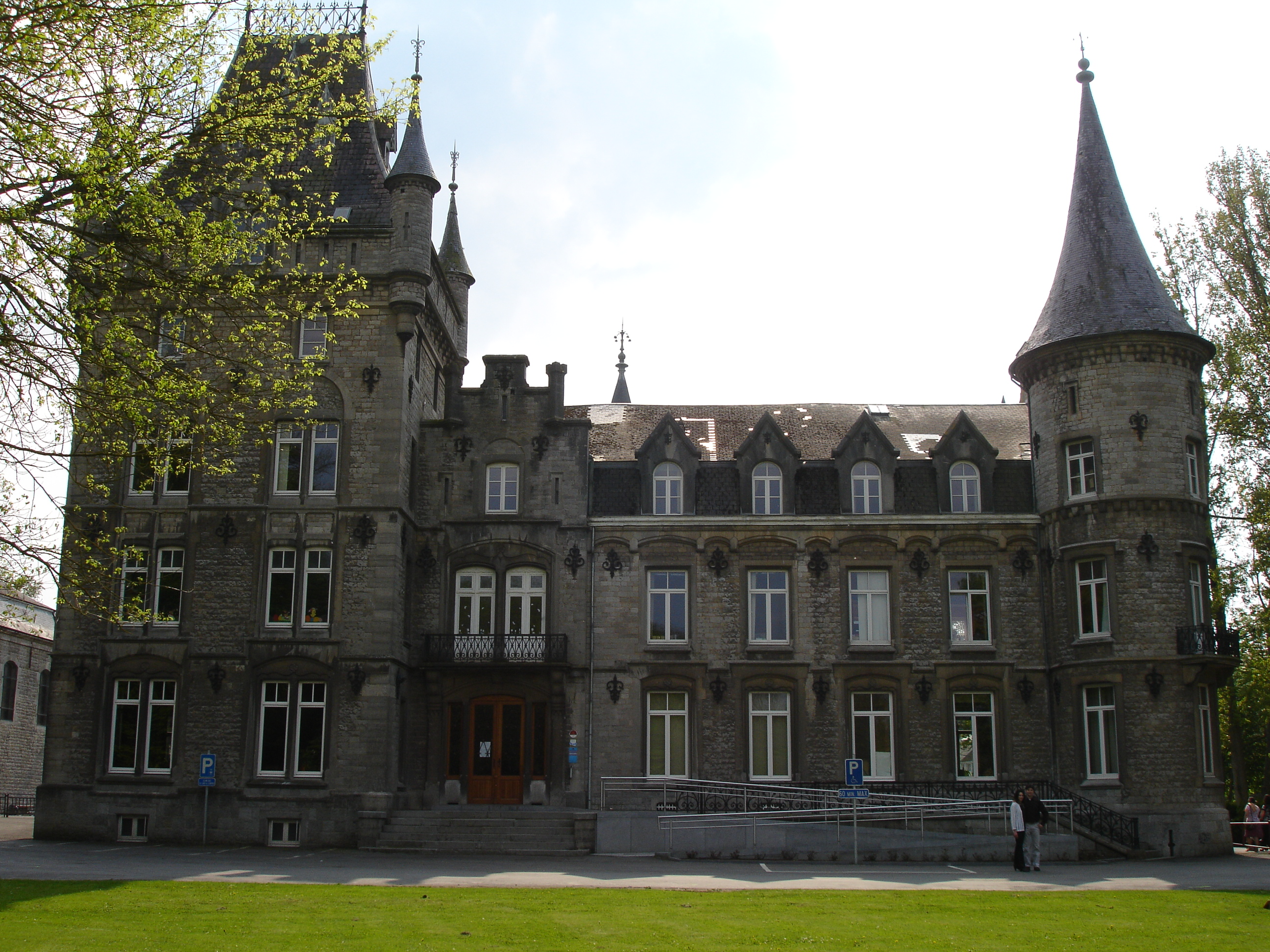
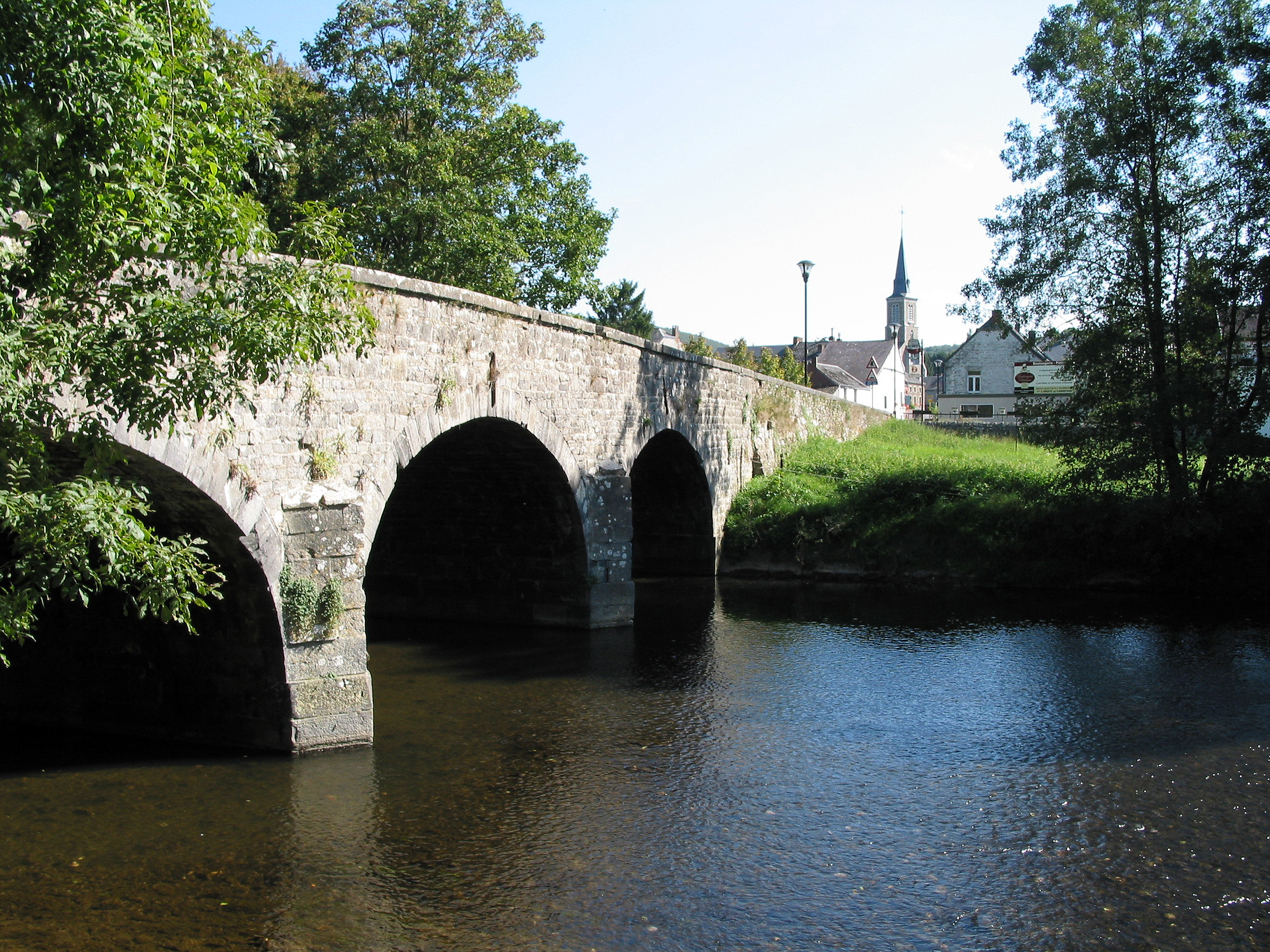
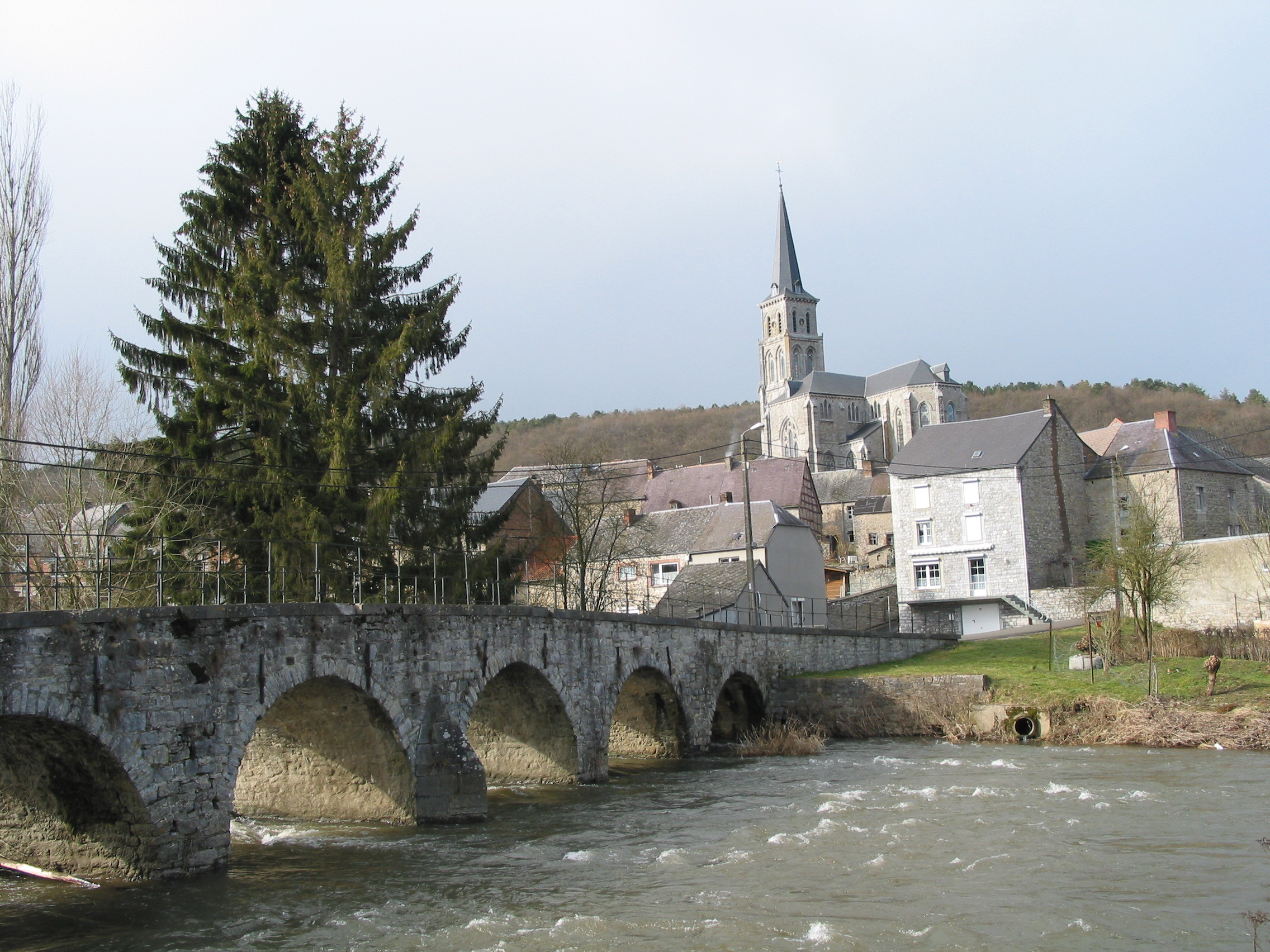
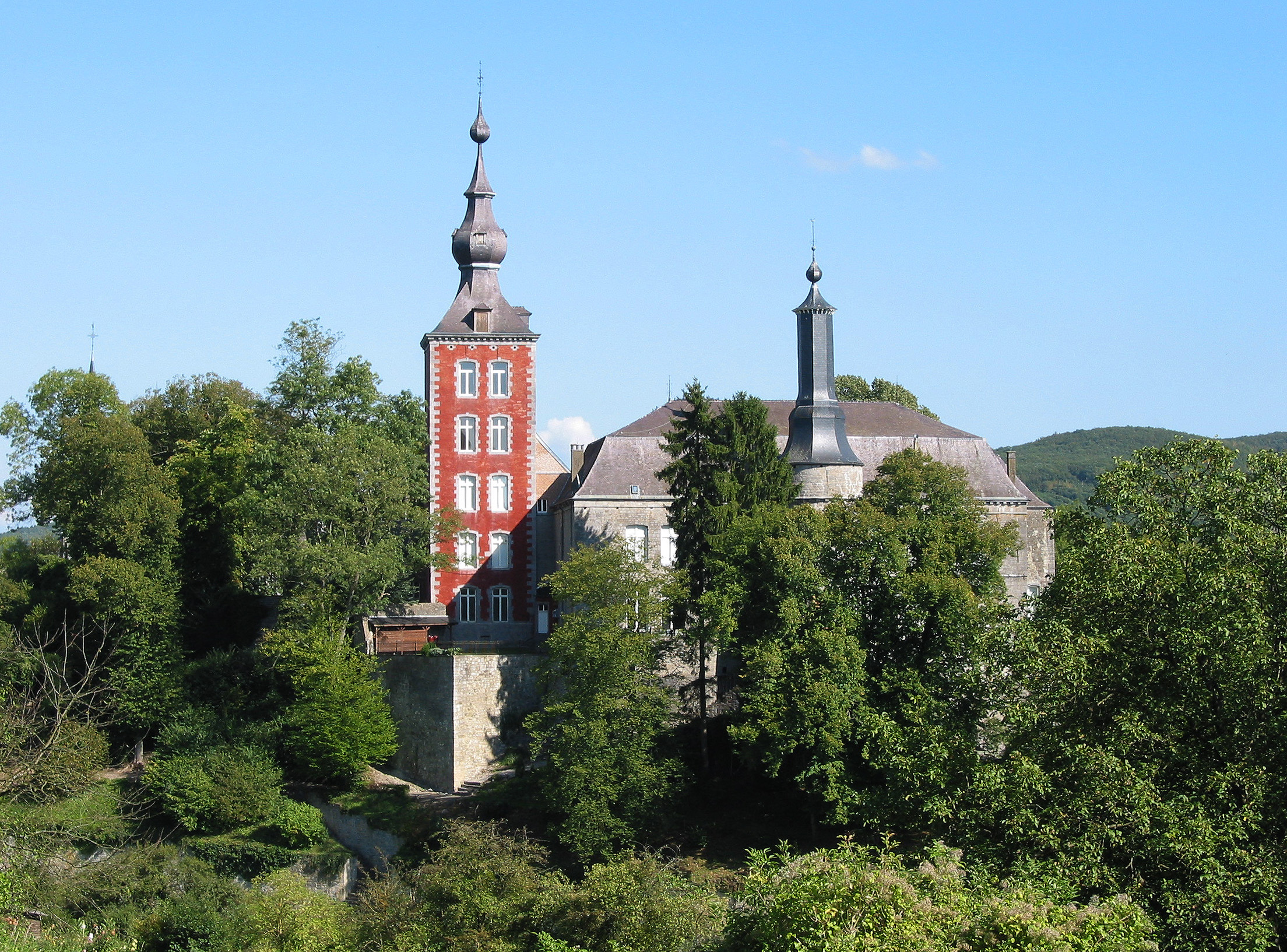